# Black Devil

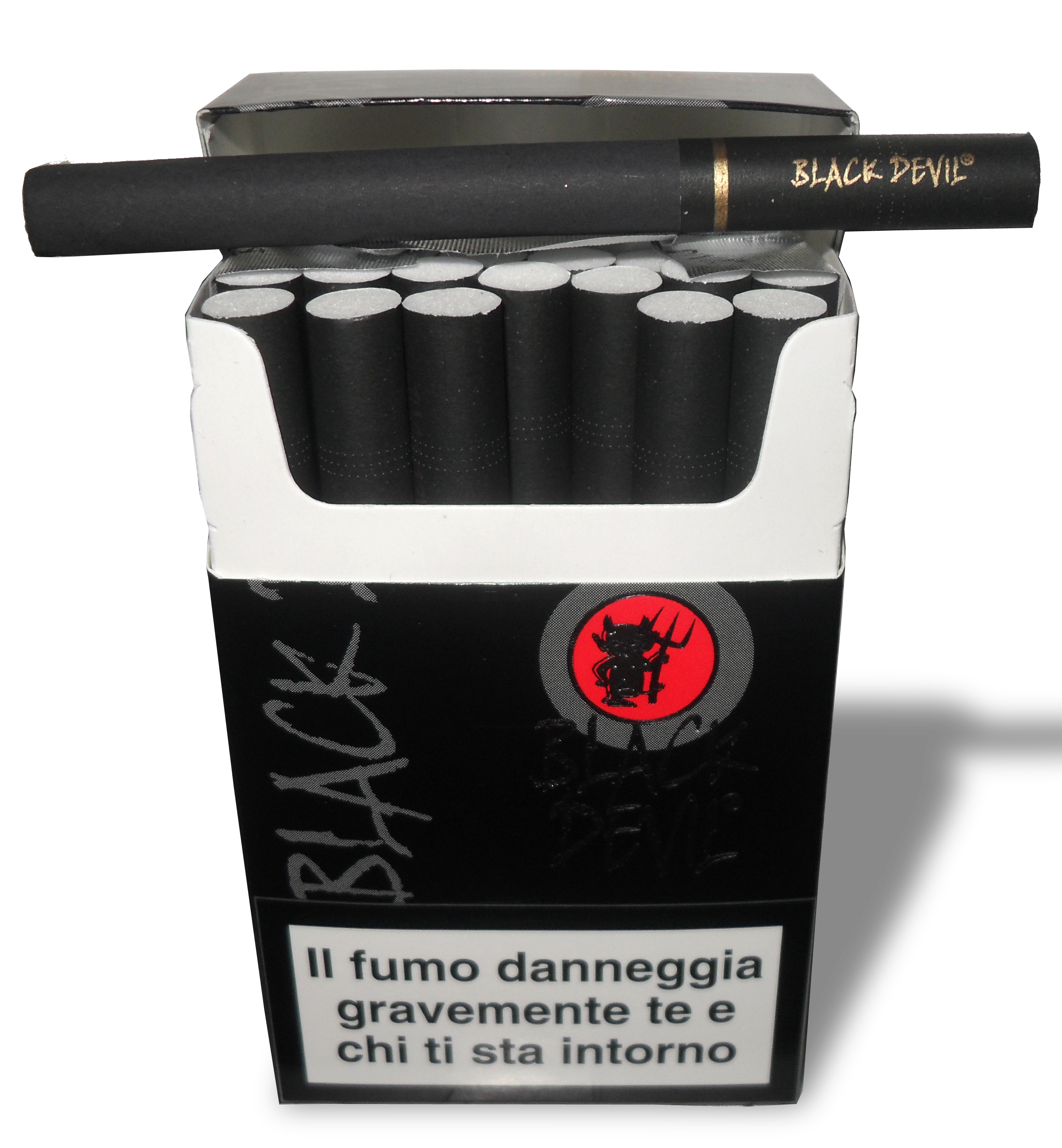
Black Devil-sigaretten

Black Devil is een sigarettenmerk dat wordt geproduceerd door Heupink & Bloemen uit Ootmarsum in Nederland.
| Naam:                         | Lengte:        | Teer/Nicotine/Koolstofmonoxide::: |
| ----------------------------- | -------------- | --------------------------------- |
| Black Devil Special Flavour   | Kingsize(84mm) | 7mg/0.5mg/10mg                    |
| Black Devil Chocolate Flavour | Kingsize(84mm) | 10mg/0.8mg/10mg                   |
| Black Devil Pink              | Kingsize(84mm) | 7g/0.5mg/9mg                      |
| Black Devil Yellow            | Kingsize(84mm) | 8g/0.6mg/10mg                     |
| Black Devil Green             | Kingsize(84mm) | 7g/0.5mg/9mg                      |
| Black Devil Black             | Kingsize(84mm) | 7g/0.6mg/9mg                      |